# Кафедральний собор у Базелі
Базельський собор або Кафедральний собор (нім. Basler Münster) — головний храм Реформістської церкви у Базелі, Швейцарія.

## Будівництво
Спочатку на місці теперішнього собору розташовувалися дерев'яні церкви. Перші з них з'явилися у VII столітті. У IX столітті за наказом єпископа базельського Гайто зводиться кам'яний собор, який складався з великої зали, кількох суміжних кімнат й двох круглих веж у західній частині будівлі. Проте у 917 році його було зруйновано під час навали угорців.
Наступний період пов'язаний з діяльність єпископа Адальберта II, який при підтримці імператора Генріха II почав зводити новий кафедральний собор. Перші роботи розпочалися у 1019 році. До кінця XI століття більшість робот було завершено. Втім постійні військові конфлікти та повстання завдали значної шкоди соборові. Натепер збереглося від нього лише частина Північної вежі.
Значні відновлювальні роботи розпочалися у 1180 році. Собор було значно розширено, зведено три нефи з трансептом. Проте у 1356 році землетрус завдав значної шкоди собору, значно зруйнувавши його. Відновлювальні роботи було доручено Іоганесу Гмюнду. Ним було до 1363 року зведено основну частину собору. У 1421—1429 роках Ульріхом фон Енсінгеном відновлено Північну башту. Загалом усі роботи з будівництва та відновлення постраждалого кафедрального собору було завершено у 1500 році Гансом Нусдорфом.
У подальшому реставраційні роботи відбувалися у 1852—1857 роках, згодом у 1975 році, коли відновлено було крипту. З 1985 року розпочалися нові реставраційні роботи зовнішньої сторони.

## Історія
Значний проміжок часу собор був головним католицьким храмом Базеля та усього єпископства. У 1431—1449 роках під головуванням папи римського Мартина V тут відбувався Базельський собор Римо-католицької церкви.
Втім у 1529 році перемогу у Базелі здобули прихильники Реформації. При цьому значна кількість скульптур була пошкоджена іконоборцями.

## Архітектура

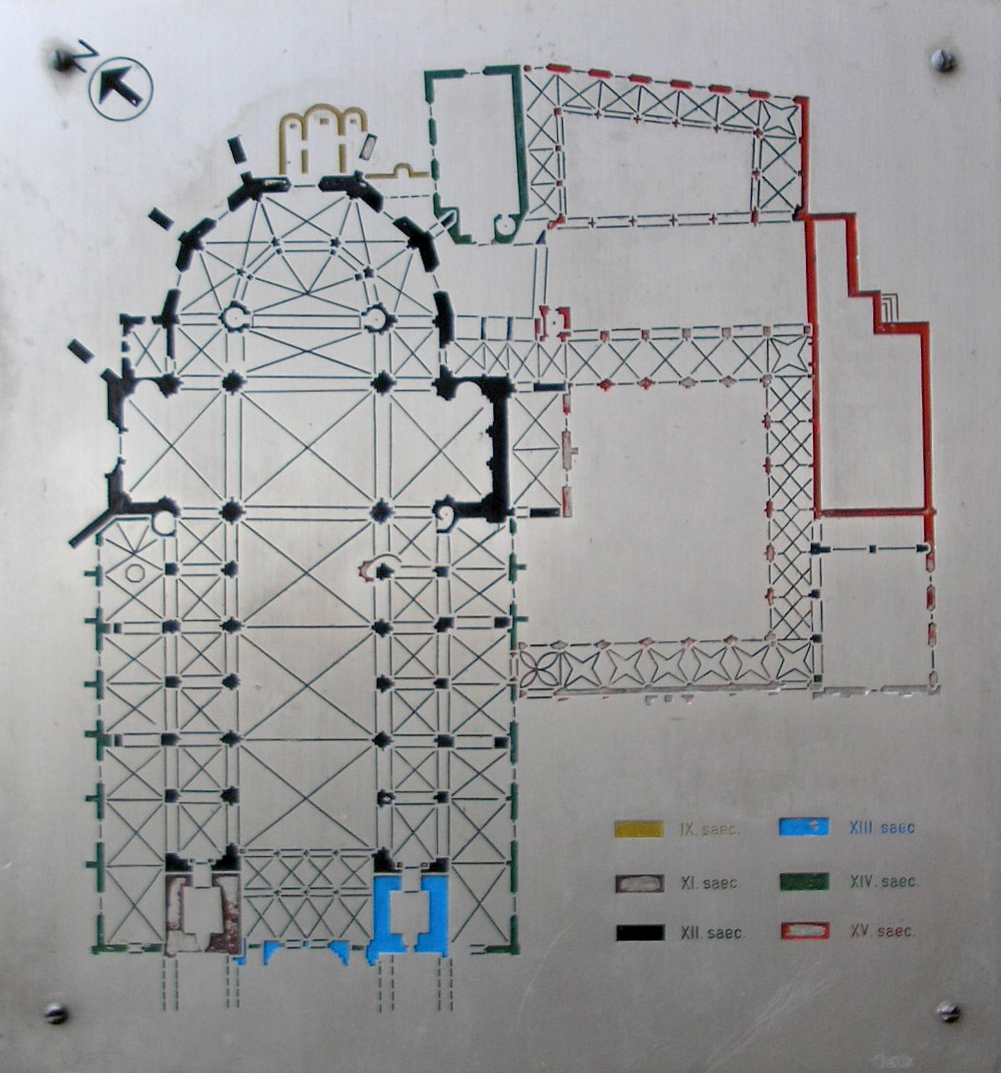
План базельського собору

Матеріал будови складає білого вапняку, моласького пісковика. Це пізньороманська базиліка з поперечними нефами й хорами. Має чимало характерних готичних елементів. а західному фасаді збереглися деталі оздоблення, створенні після пожежі 1258 року. Трохи пізніше у бічних нефах були влаштовані капели-усипальниці. У західній частині розташовані дві башти: Мартина (62,7 м) та Георга (64,2 м) з сонячним та механічним годинниками. На фасаді розташовані скульптури Діви Марії, чудернацьких істот, слонів. Вікна виконані у готичному стилі.